# AIAIAI (キズナアイの曲)
「AIAIAI」（アイアイアイ）は、キズナアイの11曲目のシングル。2019年3月22日に発売された。

## 概要
2018年12月11日にキズナアイと中田ヤスタカがコラボレーションして楽曲を制作していることが告知されていた。同年12月25日に本作のテイザー版が公開され、12月29日に東京で行われたキズナアイの単独ライブ「hello, world」で初めてフルバージョンが公開される。2019年3月22日にApple Music、iTunes Store、LINE MUSIC、Amazon Music、Spotify、レコチョクでリリースされ、iTunes Storeではエレクトロニック・チャートで1位を獲得した。3月29日にはYouTubeにてミュージック・ビデオが公開された。3月31日にニコニコ生放送で公開されたミュージックビデオ「踊ってみた練習 Ver.」によると、ダンスのパートの一部は「和を意識して優雅に」踊る振り付けとなっている。
バーチャルYouTuberを題材としたテレビアニメ『バーチャルさんはみている』の第1 - 6話（第1クール）オープニングテーマに採用されている。

## 収録曲
| 全作詞・作曲・編曲: 中田ヤスタカ。 |            |              |              |      |
| #                                  | タイトル   | 作詞         | 作曲・編曲   | 時間 |
| 1.                                 | 「AIAIAI」 | 中田ヤスタカ | 中田ヤスタカ | 3:13 |